# Jamal Woolard

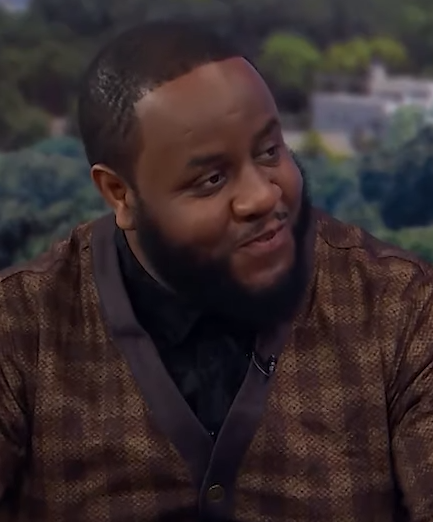
Jamal Woolard, 2019

Jamal Gravy Woolard (* 8. Juli 1975 in Brooklyn, New York City) ist ein US-amerikanischer Schauspieler und Rapper.
Woolard wuchs in Brooklyn in der Lafayette Garden-Siedlung auf. Er war in der New Yorker Untergrund-Rap-Szene als Rapper und Remixer aktiv, bis er 2004 einen Plattenvertrag mit Warner Bros. abschloss. Aus der Zusammenarbeit ging keine Veröffentlichung hervor. Im Juli 2006 wurde er im Vorfeld eines Radioauftritts in einer Show von Funkmaster Flex beim Sender Hot 97 angeschossen. Er erlitt einen Steckschuss in der linken Gesäßhälfte. Woolard ließ sich erst nach der zweistündigen Radioshow ärztlich behandeln. Als Resultat der Aktion wurde er von der Radiostation verbannt.
2008 spielte er in dem 2009 erschienenen Film Notorious B.I.G. die Rolle des 1997 in Los Angeles ermordeten gleichnamigen Rappers The Notorious B.I.G. Woolard, der eine ähnliche Statur wie Biggie hat, konnte sich bei einem öffentlichen Casting im Oktober 2007 durchsetzen.
Diese Rolle übernahm er ebenfalls in der 2017 erschienenen Filmbiografie All Eyez on Me.

## Filmografie
- 2009: Notorious B.I.G.
- 2016: Barbershop: The Next Cut
- 2017: All Eyez on Me